# Dormitio Virginis (Arnolfo di Cambio)

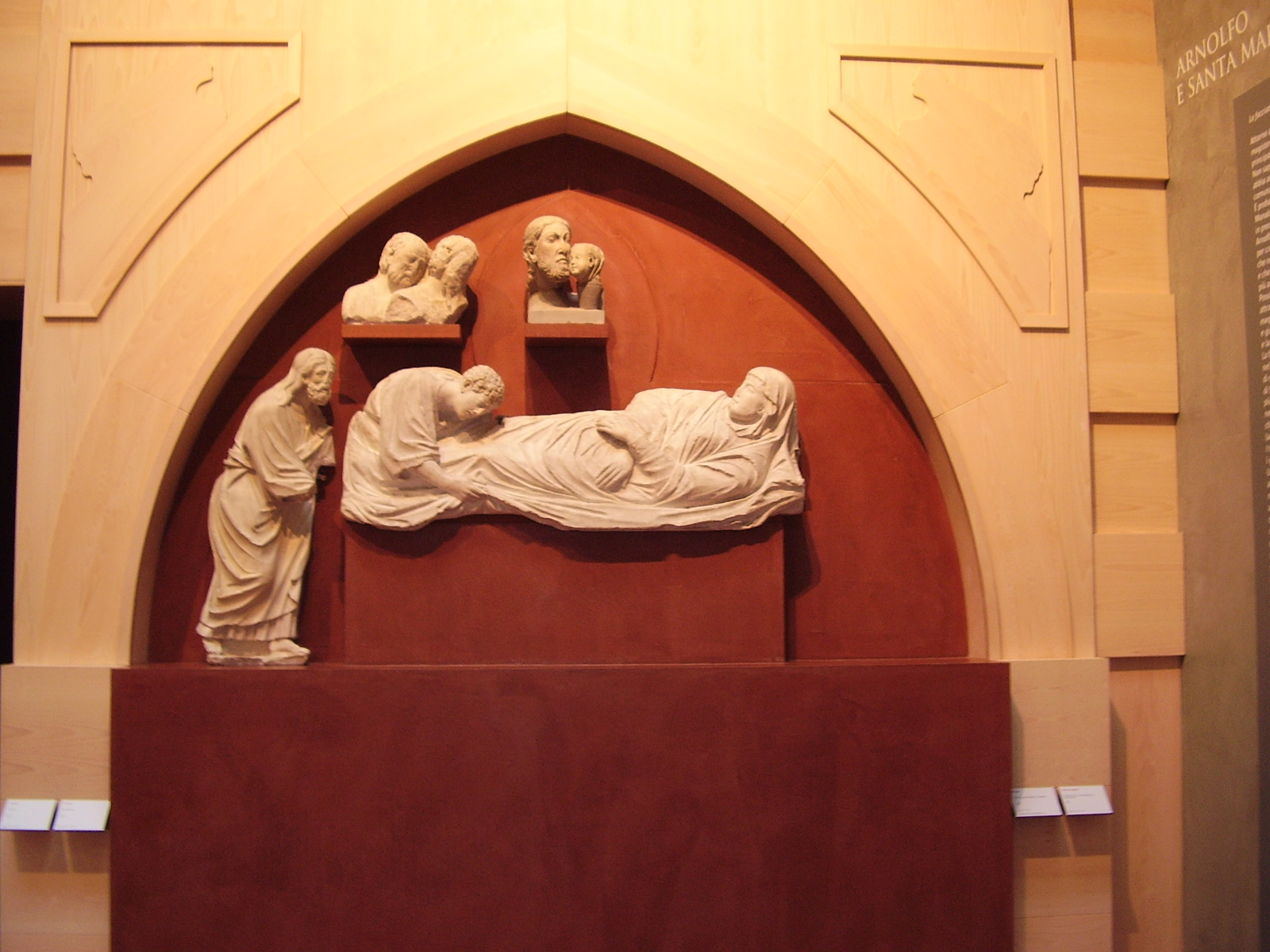
Rekonstruktion der Lünette

Die Dormitio Virginis ist eine Marmor-Skulturengruppe (60 × 177 cm) von Arnolfo di Cambio und Helfern, vom Beginn des 14. Jahrhunderts, von der alten Fassade der Kathedrale von Florenz Santa Maria del Fiore und befindet sich heute in der Skulpturensammlung im Bode-Museum in Berlin.

## Geschichte und Beschreibung
Die Lünette des rechten Portals der Kathedrale von Florenz beherbergte die Darstellung des Dormitio Virginis (Tod Mariens), mit der liegenden Madonna und einigen Figuren und Reliefs um sie herum. Um die Position der Madonna della Natività auf der linken Lünette wieder einzunehmen, hat Maria die Augen geschlossen und die Arme in der typischen Position der Toten verschränkt, während sich der Apostel Johannes zu ihren Füßen verbeugt und ihre Beine in einer dramatischen, aber gelassenen Trauerposition umarmt. Die Gruppe wurde 1904 von Georg Swarzenski unter den von Stefano Bardini verkauften Werken, zusammen mit anderen Skulpturen wie der Madonna della Natività, gefunden und nach Berlin gebracht, wo sie im Zweiten Weltkrieg schwer beschädigt wurde.
Eine anonyme Beschreibung der Fassade und eine Zeichnung von Bernardino Poccetti vor dem Abriss zeigen, dass es auch eine Christusfigur gab, welche die Seele Mariens in ihren Armen hielt, und Apostel. Von diesen Figuren befinden sich zwei fragmentarische Köpfe in Berlin, ein weiterer in der Opera del Duomo, der durch die Flut von Florenz verloren ging, und ein bärtiger im Bargello (Höhe 40 cm), während sich der Kopf von Jesus mit dem Kind Maria (nicht von ausgezeichneter Qualität, wird der Werkstatt zugeschrieben) im Museo dell’Opera del Duomo in Florenz befindet.
Die Figurengruppe wurde entworfen, um von unten betrachtet zu werden, und durch das hervorgehobene Volumen wird eine Art Trompe-l’œil-Effekt erzeugt. Vor allem der heilige Johannes hat einen starken plastischen Wert, mit einem Kopf, der an eine hellenistische Skulptur erinnert, vergleichbar mit anderen bereits an der Fassade befindlichen Werken, wie der Statue von Bonifatius VIII. Anlässlich einer Ausstellung im Jahr 2005 im Museo dell’Opera wurde auch die Figur eines gekrümmten Apostels aus einer Privatsammlung ausgestellt.